# LD (astronomia)
LD (ang. Lunar Distance - odległość Księżyca) – jednostka długości używana w astronomii, równa średniej odległości Księżyca od Ziemi i wynosząca około 384,4 tysięcy kilometrów.
LD jest najczęściej stosowany do wyrażenia odległości, w której mijają Ziemię planetoidy jej bliskie.